# بردية الراميسيوم الدرامية
بردية الراميسيوم الدرامية (وتعرف ببساطة باسم بردية الراميسيوم) هي أقدم لفافة بردي مصورة معروفة لا تزال موجودة. تحتوي على مسرحية احتفالية تحتفي بـ التتويج الملكي أو عيد سد الذي أقيم لـ سنوسرت الأول من الأسرة الثانية عشرة. يعود تاريخها إلى حوالي 1980 قبل الميلاد. تم اكتشافها في معبد الراميسيوم، وهو المكان الذي تستمد منه اسمها. النص الموجود على اللفافة مكتوب بالهيروغليفية المختصرة في أعمدة رأسية ضيقة. النص يشغل الأربع أخماس العلوية من اللفافة بينما تحتل الرسوم التوضيحية الخمس السفلي. المشاهد مرتبة بطريقة مشابهة لشريط الكوميك الحديث، حيث يظهر الملك في دور حورس عدة مرات. المشاهد مفصولة عن بعضها البعض بخطوط رأسية. البردية محفوظة الآن في المتحف البريطاني.